# Kevin Gleason

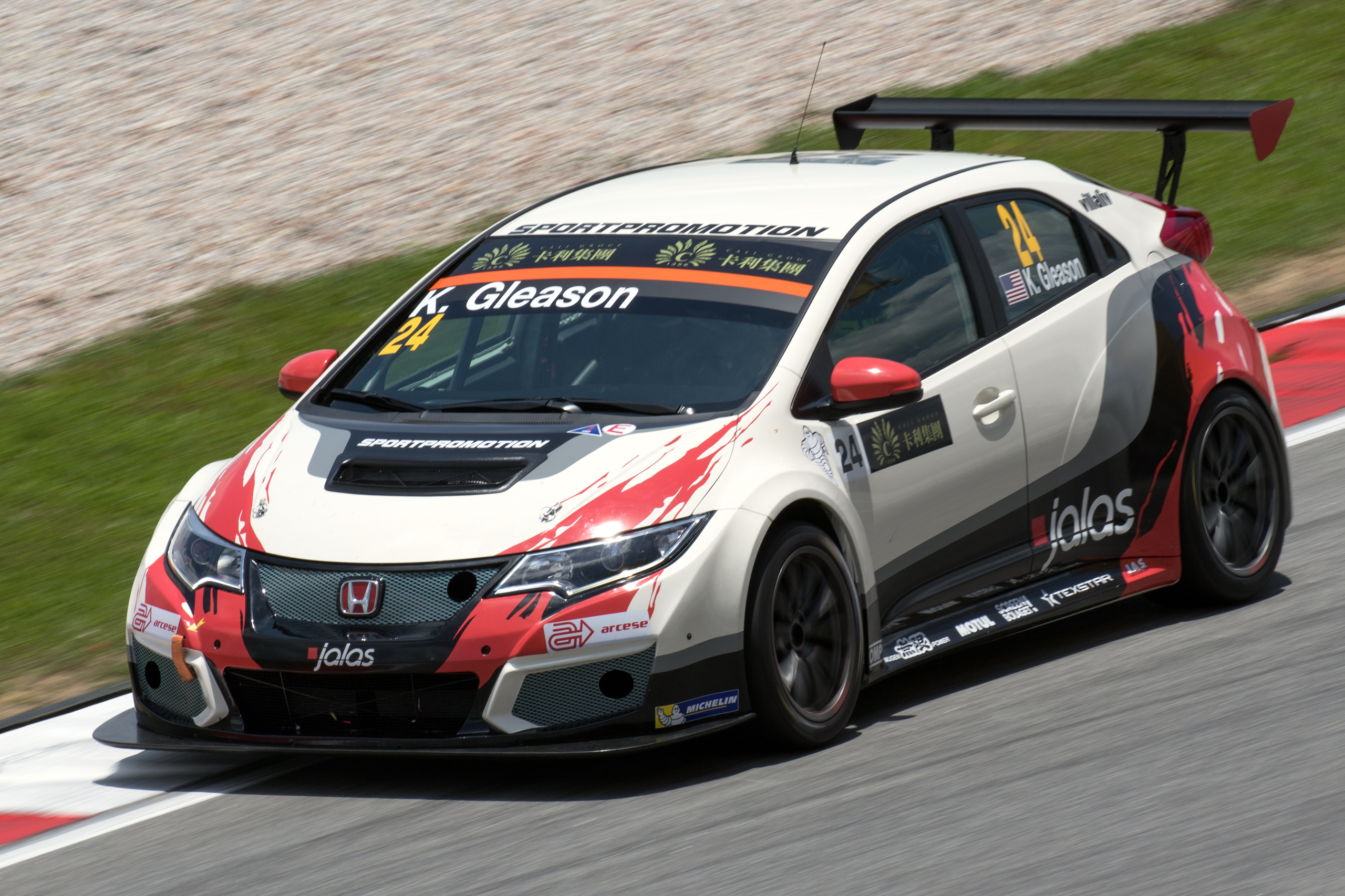
Kevin Gleason in de TCR International Series op het Sepang International Circuit in 2015.

Kevin Gleason (Johnstown, Pennsylvania, 7 april 1987) is een Amerikaans autocoureur.

## Carrière
Gleason begon zijn autosportcarrière in 2010 in de Volkswagen Jetta TDI Cup en werd zesde in het kampioenschap. In 2011 stapte hij over naar de Continental Tire Sports Car Challenge, waarin hij één race won en als achtste in het kampioenschap eindigde. In 2012 en 2013 had hij geen vast racezitje, maar reed hij wel enkele races in de Pirelli World Challenge, waarbij hij in 2012 één race won. Ook in 2014 had hij geen vast racezitje, maar reed hij wel in enkele enduranceraces en keerde hij terug in de Continental Tire Sports Car Challenge.
In 2015 stapte Gleason over naar de nieuwe TCR International Series, waarbij hij uitkwam voor WestCoast Racing in een Honda Civic TCR. In de eerste race van het kampioenschap op het Sepang International Circuit behaalde hij meteen pole position, maar hij wist dit niet om te zetten in een overwinning. Wel won hij twee races op de Salzburgring en het Marina Bay Street Circuit, waardoor hij uiteindelijk als vijfde in het kampioenschap eindigde met 226 punten.
In 2016 bleef Gleason actief in de TCR International Series bij WestCoast Racing, maar moest na drie raceweekenden het kampioenschap verlaten nadat hij slechts twee top 10-noteringen behaalde. Aan het eind van het seizoen keerde hij terug voor de races op het Marina Bay Street Circuit en het Sepang International Circuit, waarbij hij op het laatste circuit de tweede race op zijn naam schreef. Uiteindelijk werd hij dertiende in de eindstand met 46 punten.
In 2017 maakt Gleason zijn debuut in het World Touring Car Championship vanaf het tweede raceweekend op het Autodromo Nazionale Monza bij het team RC Motorsport in een Lada Vesta WTCC.